# ماري جوردن
ماري جوردن (بالإنجليزية: Mary Jordan)‏ هي فنانة ومخرجة أمريكية، ولدت في 14 أغسطس 1969 في نيويورك في الولايات المتحدة.

## وصلات خارجية
- الموقع الرسمي
- ماري جوردن على موقع IMDb (الإنجليزية)
- ماري جوردن على موقع قاعدة بيانات الفيلم (الإنجليزية)
- ماري جوردن على موقع كينوبويسك (الروسية)